# 더 넥스트 스타
《더 넥스트 스타》는 2010년에 온스타일에서 방송된 스타 발굴 리얼리티 프로그램이다. 1500여명이 참가했으며 7명이 본선에 진출했다. 우승자는 1천만 원의 상금과 패션매거진 '쎄씨'의 커버 모델로 활동할 수 있는 기회를 얻게 된다.